# Hamed Kavianpour
Hamed Kavianpour (en persa: حامد کاویانپور‎, Teherán, Irán; 1 de diciembre de 1978) es un exfutbolista de Irán que jugaba en la posición de centrocampista.

## Carrera

### Club
| Periodo   | Club          | Apariciones | Goles |
| --------- | ------------- | ----------- | ----- |
| 1997–2002 | Persepolis FC | 110         | 8     |
| 2002–2003 | Al-Wasl FC    | 16          | 4     |
| 2003–2006 | Persepolis FC | 41          | 1     |
| 2006      | Kayserispor   | 4           | 0     |
| 2007–2008 | Steel Azin FC | 41          | 0     |
| 2009-2010 | Steel Azin FC | 23          | 0     |

### Selección nacional
Debutó con Irán en marzo de 2000 en un partido amistoso ante Chipre, con la que jugó 50 partidos y anotó un gol hasta su última aparición con la selección en 2004. Participó en dos ediciones de la Copa Asiática.

## Logros
- Iran Pro League: 3

1998/99, 1999/00, 2001/02
- Copa Hazfi: 1

1998/99